# Episodi di Wild Bill Hickok (quarta stagione)
La quarta stagione della serie televisiva Wild Bill Hickok è andata in onda negli Stati Uniti dal 13 settembre 1953 al 6 dicembre 1953 in syndication.
| nº | Titolo originale              | Prima TV USA      |
| -- | ----------------------------- | ----------------- |
| 1  | Grandpa and Genie             | 13 settembre 1953 |
| 2  | The Nephew from Back East     | 20 settembre 1953 |
| 3  | Wagon Wheel Trail             | 27 settembre 1953 |
| 4  | Heading for Trouble           | 4 ottobre 1953    |
| 5  | The Young Witness             | 11 ottobre 1953   |
| 6  | Chain of Events               | 18 ottobre 1953   |
| 7  | The Doctor's Story            | 25 ottobre 1953   |
| 8  | The Indians and the Delegates | 1º novembre 1953  |
| 9  | The Sheriff Was a Redhead     | 8 novembre 1953   |
| 10 | Hands Across the Border       | 15 novembre 1953  |
| 11 | The Avenging Gunman           | 22 novembre 1953  |
| 12 | The Right of Way              | 29 novembre 1953  |
| 13 | The Monster in the Lake       | 6 dicembre 1953   |

## Grandpa and Genie
- Diretto da:
- Scritto da:

### Trama
- Interpreti: Guy Madison (U.S. Marshal Wild Bill Hickok), Andy Devine (vice Marshal Jingles P. Jones), George Cleveland (nonno Quenley), Isa Ashdown (Genie), Will Wright (sceriffo Hastings), Almira Sessions (Mrs. Bramlege), Pierre Watkin (Porter), Guy Teague (Buck)

## The Nephew from Back East
- Diretto da:
- Scritto da:

### Trama
- Interpreti: Guy Madison (U.S. Marshal James Butler 'Wild Bill Hickok), Andy Devine (vice Marshal Jingles P. Jones), Douglas Fowley (Blackjack Harris), B.G. Norman (Horace Claypool), Edmund Cobb (Mr. Greer), Bob Woodward (Jake), Boyd Stockman (conducente), Herman Hack (cittadino)

## Wagon Wheel Trail
- Diretto da:
- Scritto da:

### Trama
- Interpreti: Guy Madison (U.S. Marshal Wild Bill Hickok), Andy Devine (vice Marshal Jingles P. Jones), Robert Carson (Bruce Gordon), Morgan Jones (Frank Benton), Sandy Sanders (Jody Cole), Burt Wenland (Luke Foster), Howard Wright (Sam Varney)

## Heading for Trouble
- Diretto da:
- Scritto da:

### Trama
- Interpreti: Guy Madison (U.S. Marshal James Butler 'Wild Bill Hickok), Andy Devine (vice Marshal Jingles P. Jones), Joan Denier (Emmy Cole), Riley Hill (Marty York), John Merton (Lou Cole), James Millican (Ward Cole)

## The Young Witness
- Diretto da:
- Scritto da:

### Trama
- Interpreti: Guy Madison (U.S. Marshal James Butler 'Wild Bill Hickok), Andy Devine (vice Marshal Jingles P. Jones), Gregg Barton (Rainer), Steve Brodie (Baxter), Wheaton Chambers (vecchio Timer), Gordon Gebert (Tommy), Charles Halton (Wilson), Harry Harvey (sceriffo Hollister), Robert 'Buzz' Henry (Tony Deportos)

## Chain of Events
- Diretto da:
- Scritto da:

### Trama
- Interpreti: Guy Madison (U.S. Marshal Wild Bill Hickok), Andy Devine (vice Marshal Jingles Jones), Ewing Mitchell (Mr. Harker), Harry Cording (Harris), Gloria Winters (Coralee Bradley), Terry Frost (Pierce), Chuck Courtney (Shad), Harry Strang (Express Agent Ed)

## The Doctor's Story
- Diretto da:
- Scritto da:

### Trama
- Interpreti: Guy Madison (U.S. Marshal James Butler 'Wild Bill Hickok), Andy Devine (vice Marshal Jingles P. Jones), Nadine Ashdown (Susie), Holly Bane (Malone), Pamela Duncan (Mrs. Johnson), Bill Hale (Curly), Tom Hubbard (dottor Johnson), William Tannen (Rand), Rusty Wescoatt (Ben), Herman Hack (cittadino)

## The Indians and the Delegates
- Diretto da:
- Scritto da:

### Trama
- Interpreti: Guy Madison (U.S. Marshal James Butler 'Wild Bill Hickok), Andy Devine (vice Marshal Jingles P. Jones), Tristram Coffin, Henry Kulky, Billy Wilkerson

## The Sheriff Was a Redhead
- Diretto da:
- Scritto da:

### Trama
- Interpreti: Guy Madison (U.S. Marshal James Butler Wild Bill Hickok), Andy Devine (vice Marshal Jingles Jones), Veda Ann Borg (sceriffo Polly Loomis), Jim Bannon (vice Bert), George Slocum (Cyrus Waterbury), Keith Richards (Joel), Frank Hagney (Earl), Henry Rowland (Chet), George Sowards (cittadino)

## Hands Across the Border
- Diretto da:
- Scritto da:

### Trama
- Interpreti: Guy Madison (U.S. Marshal James Butler Wild Bill Hickok), Andy Devine (vice Marshal Jingles), Alan Hale Jr. (Jake / George Shannon), John Crawford (sergente MacLaren), Rory Mallinson (scagnozzo Dakota), Gil Frye (scagnozzo Steve Lucas), Steve Pendleton (Murdock), Parke MacGregor (Henry Page)

## The Avenging Gunman
- Diretto da:
- Scritto da:

### Trama
- Interpreti: Guy Madison (U.S. Marshal Wild Bill Hickok), Andy Devine (vice Marshal Jingles Jones), James Millican (Duke Slade), Monte Blue (sceriffo), Jacqueline Park (Molly Webb), Rand Brooks (Ben Webb), Rosa Turich (Housekeeper Maria), Tom Moore (giudice Porter), Sandy Sanders (Jess Slade)

## The Right of Way
- Diretto da:
- Scritto da:

### Trama
- Interpreti: Guy Madison (U.S. Marshal James Butler 'Wild Bill Hickok), Andy Devine (vice Marshal Jingles P. Jones), Robert 'Buzz' Henry, Frank Jenks, Allan Nixon, Lyle Talbot, Guy Teague, Theodore von Eltz

## The Monster in the Lake
- Diretto da:
- Scritto da:

### Trama
- Interpreti: Guy Madison (U.S. Marshal Wild Bill Hickok), Andy Devine (vice Marshal Jingles Jones), Robert Hyatt (Ted Jenkins), Richard Avonde (Adams), William Haade (Big Red), Charles Anthony Hughes (Jenkins), Hal Gerard (scagnozzo)